# Pseudobatos productus
Pseudobatos productus е вид акула от семейство Rhinobatidae. Видът е почти застрашен от изчезване.

## Разпространение и местообитание
Разпространен е в Мексико (Долна Калифорния, Синалоа и Сонора) и САЩ (Калифорния).
Среща се на дълбочина от 1 до 12 m, при температура на водата от 20,9 до 23 °C и соленост 34,2 – 35,3 ‰.

## Описание
На дължина достигат до 1,7 m, а теглото им е не повече от 18 kg.
Продължителността им на живот е около 16 години.